# Zhengao
El Zhengao (真誥, Declaraciones de los Perfeccionados) escrito en 499 d. C. es la colección completa de poesía y prosa del patriarca de la escuela taoísta Shangqing Tao Hongjing a partir de las "revelaciones de Shangqing" originales, que supuestamente fueron entregadas al místico Yang Xi por un grupo de zhenren taoístas entre el 364 y el 370. Este texto clásico es considerado una de las obras fundacionales del taoísmo religioso y un ejemplo de la poesía china medieval.

## Historia

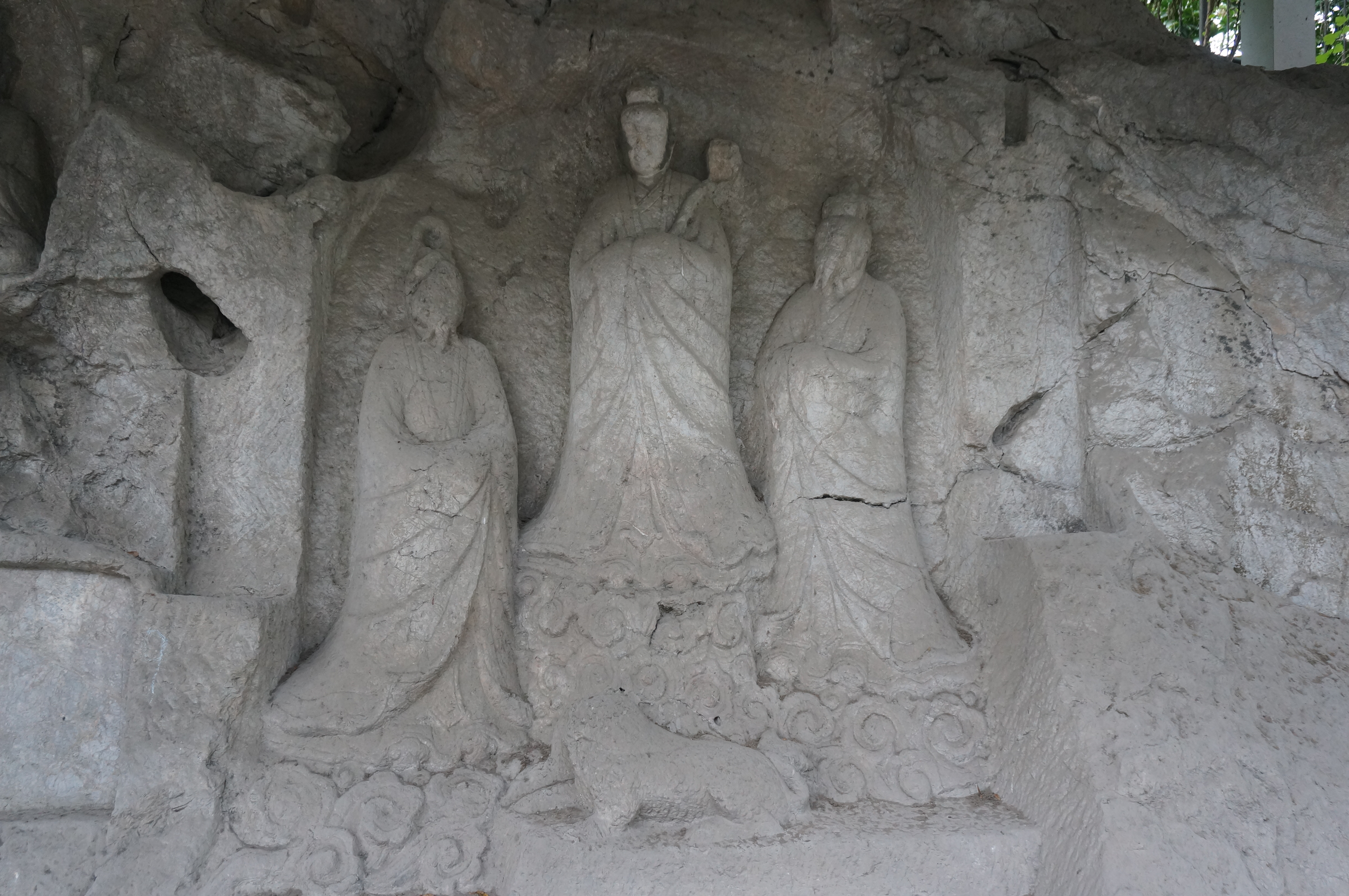
Estatuas de los Tres Señores Mao (Mao Ying 茅盈, Mao Gu 茅固 y Mao Zhong 茅衷), Templo Taoísta de Tongxuan, Hangzhou.

El Zhengao es un compendio de enseñanzas taoístas de la escuela Shangqing transmitidos por el erudito y místico de la dinastía Jin Oriental Yang Xi (330-c. 386) y sus mecenas Xu Mi (許谧, 303-376) y Xu Hui (許翽, 341-c. 370). La aristocrática familia Xu (許) era de Jurong, Jiangsu, que fue la capital de Jin Oriental, Jiankang (moderna Nanjing), del 317 al 420. Siguiendo la tradición familiar, Xu, Xu Mi y su hijo Hui fueron funcionarios en la corte del emperador Ai, a diferencia del hermano mayor de Xu Mi, Xu Mai (許邁, 300-348), quien se convirtió al movimiento religioso de los Maestros Celestiales y renunció a hacer carrera en la corte, dedicándose a los estudios y prácticas taoístas de ese movimiento. En 362, los Xu emplearon a Yang Xi como su chamán y consejero espiritual, y dos años más tarde a través de éste se iniciaron las revelaciones místicas de una serie de entidades (los "Perfeccionados") desde el hasta entonces desconocido cielo de Shangqing (上清, Suprema Claridad), recibiendo profecías de que la familia Xu tendría un papel importante en la transmisión de las revelaciones.
Según la tradición de la Escuela Shangqing, entre 364 y 370, Yang Xi tuvo una serie de visiones en las que los "Perfeccionados" le revelaron sus escrituras sagradas, talismanes y registros secretos, así como instrucciones sobre salud y prolongación de la vida. Yang anotó el contenido de cada visión en verso extático, registrando la fecha junto con el nombre y la descripción de cada "Perfeccionado" que se le apareció. El propósito de las revelaciones era establecer una nueva fe sincrética que afirmara ser superior a todas las tradiciones taoístas anteriores. La mayoría de los textos revelados por Yang Xi estaban inicialmente destinados al patriarca de la familia Xu Mi, sus familiares y amigos.
Las visiones se le aparecieron sólo a Yang Xi, y según su relato los "Perfeccionados" le ordenaron transcribir las revelaciones para transmitírselas a Xu Mi y Xu Hui. Según se afirma en el Zhengao, algunas de estas entidades (las "mujeres Perfeccionadas") le dijeron a Yang que, dado que no podían expresarse a través de una escritura humana, él actuaría como intermediario, interpretando sus palabras con su excelente caligrafía. Después de cada transmisión, los Perfeccionados comprobaban que transcribía sus palabras correctamente y luego se las "presentaban" como si las hubieran escrito ellos mismos. Las "mujeres Perfeccionadas" celestiales que visitaban a Yang por la noche "nunca escribían, ni con las manos ni con los pies", sino que tomaban su mano y se entablaba una "relación sublime" mientras él transcribía los textos sagrados.
Los "Perfeccionados" que se le aparecieron a Yang Xi estaban divididos en tres grupos. Los primeros fueron los santos iniciales del movimiento Shangqing: los tres hermanos Mao Ying (茅盈), Mao Gu (茅固) y Mao Zhong (茅衷), conocidos como los Tres Señores Mao, quienes supuestamente vivieron en la dinastía Han Occidental; la "Perfeccionada Dama" Wei Huacun (252-334), una adepta del movimiento de los Maestros Celestiales competente en técnicas de meditación taoísta, se convirtió en la xuanshi (玄師, "Maestra en el Mundo Invisible") de Yang.  Otro ejemplo notable de este primer grupo es el legendario inmortal (xian) Zhou Yishan (周義山, n. 80 a. C.). 
El segundo grupo incluye a la novia celestial de Yang Xi, la Consorte Perfecta An (安妃), la Consorte Perfeccionada de Nueve Florescencias en el Palacio Superior de la Claridad Púrpura, y sus padres mitológicos, el Maestro Pino Rojo y la Dama Li (李夫人). 
El tercer grupo está constituido por las hijas de la Reina Madre de Occidente, como la Dama de la Tenuidad Púrpura (紫微夫人), que sirvió como casamentera entre Yang Xi y la Consorte An.
Después de la muerte de Xu Mi en 376, el hijo de Xu Hui, Xu Huangmin (許黄民, 361-429), pasó varios años recopilando todos los textos transcritos de Yang-Xu, distribuyendo primero copias entre la familia Xu y sus amigos. Los primeros lectores de estos textos revelados quedaron impresionados tanto por el estilo literario erudito del verso extático como por la caligrafía artística de Yang Xi y Xu Hui.
Varios taoístas eminentes recopilaron posteriormente manuscritos sobre las revelaciones de Shangqing. En particular, Gu Huan (顧歡, c. 425-c. 487) editó una recopilación de textos de Yang-Xu titulada Zhenji (真跡, Trazas de los Perfeccionados), que se convirtió en el modelo para el posterior Zhengao de Tao Hongjing compilado en el 499. El epílogo escrito por Tao señala las diferencias entre las dos colecciones de manuscritos de Yang-Xu. El Zhenji incluye textos secundarios como biografías del ermitaño taoísta Xu Mai escritas por sus famosos amigos calígrafos Wang Xizhi y Wang Xianzhi, mientras que el Zhengao se restringe a los textos revelados y su contexto histórico. El trabajo de Gu se compuso de calcos facsímiles de los manuscritos, mientras que el trabajo más accesible de Tao incluyó un análisis caligráfico de quién escribió cada texto.
El eminente erudito y alquimista del movimiento Shangqing, Tao Hongjing (456-536), recopiló, anotó y redactó todos los manuscritos fragmentarios de Yang-Xu disponibles. Basándose en su notable familiaridad con la caligrafía de Yang Xi, Xu Mi y Xu Hui, Tao pudo juzgar la autenticidad de los mismos y eliminar las falsificaciones, lo que resultó en un ejemplo temprano de edición crítica de textos. Los minuciosos esfuerzos de Tao dieron como resultado dos textos. El esotérico Dengzhen yinjue (登真隱訣, Instrucciones ocultas para el ascenso a la perfección) c. 493-514, que proporciona orientación técnica para los adeptos del movimiento Shangqing, y el Zhengao, de 499, que estaba destinado a un público más amplio.
El Zhengao de Tao Hongjing sobrevive como una obra completa, con interpolaciones y adiciones de comentarios. Las ediciones estándar se encuentran en el Canon Taoísta (Daozang) de 1444 y en la colección literaria Siku Quanshu de 1782. El texto recibido del Zhengao está fechado en 499, con un prefacio de Gao Sisun (高似孫) fechado en 1223.
En inglés, sólo existen traducciones parciales del Zhengao. Bokenkamp tradujo algo de prosa y siete poemas, Kroll tradujo nueve poemas y Schipper  dos. Smith hizo una traducción comentada del Capítulo 1.
En japonés, hay una traducción completa con el título de Shinkō. Ishii (1971–72) y (1987) compiló índices de las personas, lugares y títulos mencionados en el texto, y Mugitani creó una concordancia. Yoshikawa y Mugitani escribieron una traducción comentada. 

## Título
Tao Hongjing tituló su libro con zhēn (真 o 眞, "real; verdadero; perfeccionado") y gào (誥, "proclamación; anuncio"), denotando que su contenido era de inspiración divina. Deidades taoístas "perfeccionadas" (zhenren) "dictaron" (gao) las revelaciones de Shangqing al médium y chamán Yang Xi.
En la lingüística histórica de la lengua china, el "chino medieval" se utilizó en textos durante los siglos IV y V, cuando se escribió y compiló el Zhengao. Debido a las diferencias significativas en el significado de las palabras entre el chino medieval y el chino moderno, la siguiente discusión semántica de zhen y gao resumirá los equivalentes de traducción al inglés del diccionario de chino clásico y medieval de Paul W. Kroll.
Zhēn (del chino medio tsyin ) (眞 o 真) tenía significados abstractos complejos.
1. real, verdadero < fiel a su propia naturaleza; natural, auténtico, genuino. … a. lo que realmente se supone que es … b. puro, perfecto, de absoluta autenticidad … c. realizado, perfeccionado, actualizar o completar las cualidades inherentes de uno … d. ideal, digno de ser imitado.
2. verdadero < lo que es real y no ilusorio … a. consistente con el hecho o la realidad … b. preciso; veracidad); verdad …
3. De verdad, de verdad, de hecho. …[24]

El término taoísta zhēnrén (真人) tiene muchas traducciones al inglés, como "persona real", "persona auténtica", "persona verdadera" y "persona perfeccionada". Kroll aclara la diferencia entre los usos taoísta y budista: 
1. "(1.c.) zhēnrén, Personas Realizadas, los Perfeccionados, término encontrado ya en el capítulo 6 del Zhuangzi y utilizado en varios movimientos, pero especialmente influyente en el Tao[ísmo] Shangqing para designar la clase más alta de seres divinos cuyo hogar está en el cielo de Shangqing y que están completamente espiritualizados."; "(2.) … zhēnrén, "aquel que encarna la verdad", [transcripción] del sánscrito arhat …

Gào (chino medio kawH ) 誥 tenía una semántica comparativamente más concreta.
1. proclamar, proclamación; anuncio; desde la época medieval exclusivamente de un superior a un subalterno. … a. proclama real que confiere título nobiliario o reconocimiento especial; derecho.
2. exhortación; instrucción de asesoramiento al subordinado, supervisión.
3. oráculo, anuncio de una divinidad.[26]

Los estudiosos tradicionalmente transliteran el título ( Zhengao, Zhen Gao, Chen-kao, etc.) o lo traducen:
- Anuncios verdaderos[27]
- Declaraciones de Inmortales Perfeccionados[28]
- Proclamaciones de los Perfeccionados[29]
- Pronunciamientos de los Perfeccionados[16]
- Declaraciones Auténticas y Declaraciones de los Perfeccionados[30] [31]
- La Proclamación de los Perfectos[32]

## Contenido
El Zhengao contiene principalmente los escritos de Yang Xi que pretenden transmitir las enseñanzas reveladas en sus visiones espirituales. Los fragmentos redactados por Tao Hongjing relatan las circunstancias de las revelaciones, las explicaciones e interpretaciones de los Perfeccionados de sus escrituras y métodos, la correspondencia privada entre Yang y los Xu y las respuestas a sus preguntas directas dirigidas a las divinidades de Shangqing. Tao comenta periódicamente sobre la autenticidad de los textos. El prefacio de Gao Sisun utiliza los términos jīng (經, urdimbre) y wěi (緯, trama), en alusión a los términos literarios jīngshū (經書, clásicos; escrituras) y wěishū (緯書, glosas esotéricas sobre los clásicos), para describir el Zhengao. como trasfondo de la "trama" de las revelaciones de Shangqing.
El Zhengao recibido de Tao Hongjing se divide en siete piān (篇, capítulos) y veinte juǎn (卷, volúmenes), pero este no era el formato original. Inicialmente estaba ordenado en diez juan, o diez pian según algunas referencias posteriores. En el texto recibido, los capítulos 1, 2 y 4 están divididos cada uno en dos partes, lo que hace diez capítulos en total, y la disposición en veinte volúmenes resulta de la subdivisión adicional de cada capítulo en dos partes.
Cada capítulo tiene un título de tres caracteres. En la siguiente tabla, las traducciones de los capítulos 1 y 2 son de Smith, mientras que las demás son aproximaciones.
| Capítulo (篇) | Volúmenes (卷) | pinyin        | Título | Traducción                               |
| ------------- | -------------- | ------------- | ------ | ---------------------------------------- |
| 1             | 1-4            | Yùn tíxiàng   | 運題象 | Poner guiones e imágenes en movimiento   |
| 2             | 5-8            | Zhēn mìngshòu | 甄命授 | Instrucciones para moldear el destino    |
| 3             | 9-10           | Xié changqí   | 協昌期 | Cooperando con tiempos prósperos         |
| 4             | 11-14          | Ji shénshū    | 稽神樞 | Investigando el pivote espiritual        |
| 5             | 15-16          | Chǎn yōuwēi   | 闡幽微 | Revelando a los profundamente desmayados |
| 6             | 17-18          | Wò zhēnfǔ     | 握真輔 | Aprovechando la asistencia perfecta      |
| 7             | 19-20          | Yì zhēnjiǎn   | 翼真檢 | Protegiendo el estándar perfecto         |

La división en siete capítulos fue el resultado del esfuerzo de Tao por dar coherencia al conjunto. Los primeros cinco capítulos registran las revelaciones de los Perfeccionados. El capítulo 1 contiene textos que relatan las visiones de Yang Xi y los himnos cantados por los Perfeccionados, y fragmentos del Jianjing (劍經, Escritura de la Espada) perdido de Ziyang (紫陽真人, Perfeccionado Púrpura Yang) con un método para hacer una espada mágica que proporcionará la inmortalidad a través del método shijie (屍解, liberación mediante un cadáver simulado). Los capítulos 2 y 3 están dedicados a recetas y métodos de divinidades menores, con información sobre la vida futura de los familiares y conocidos de la familia Xu, y un texto revelado, el Baoshen qiju jing (寶神起居經, Escritura sobre la conducta para atesorar el Espíritu). El cuarto capítulo trata de Maoshan, su larga historia de místicos y ermitaños, biografías de los hermanos Mao y de Guo Sichao (郭四朝), uno de los primeros habitantes de la montaña. El quinto comprende una descripción detallada del inframundo chino, y puede haber constituido el perdido Fengdu ji (酆都記, Registros de Fengdu ), refiriéndose a la sede administrativa subterránea del infierno. El capítulo 6 del Zhengao consta de cartas personales, memorandos y registros de sueños escritos por Yang y los Xu. Tao ofrece un comentario detallado sobre los textos contenidos en estos primeros seis capítulos. El séptimo capítulo es el epílogo de Tao, que explica sus métodos editoriales, la historia de la difusión y posterior plagio del corpus textual de Shangqing y la genealogía de la familia Xu. A pesar de este orden general, algunas secciones tienen ocasionales interpolaciones, repeticiones e inserciones fuera de lugar, lo que a menudo resulta en un orden lógico de presentación "confuso y truncado".

## Sincretismo
Los estudiosos han reconocido desde hace tiempo que gran parte del contenido del Zhengao deriva de una variedad sincrética de fuentes más antiguas, procedentes del chamanismo Wu, el taoísmo de los Maestros Celestiales y el budismo chino, a pesar de la "resplandeciente homogeneidad que elementos originalmente dispares parecen haber adquirido en sus inspiradas transcripciones".

### Influencias del chamanismoWu
La escuela Shangqing "logró adherirse a una peligrosa línea divisoria" situada entre el antiguo chamanismo o mediumnidad y la moderna institucionalización de una iglesia y codificación de su liturgia. Los viajes espirituales chamánicos son un recurso literario clave tanto en los poemas del Zhengao como en poemas anteriores del Chuci (Canciones de Chu ), el Li Sao (Encuentro con el dolor), Yuan You (Viaje lejano), Jiu Ge (Nueve canciones) y Jiu Bian. (Nueve cambios). Los chamanes Wu chinos eran médiums que practicaban la adivinación, la oración, sacrificios animales y la producción de lluvia. Muchas de sus prácticas fueron adoptadas y adaptadas posteriormente por los taoístas.
La sección del Zhengao que registra el compromiso y "matrimonio espiritual" de Yang Xi y su consorte An ilustra cómo Yang adaptó las tradiciones chamánicas del sur. Se parece a los poemas del Chuci donde chamanes describen sus encuentros y relaciones con espíritus de la naturaleza y relatan sus anhelos una vez que el espíritu se ha ido. El pasaje es también una renuncia explícita a los ritos matrimoniales de los Maestros Celestiales en los que el acto sexual inicial de los novios se realizaba ritualmente en presencia de sus padres y hermanos mayores. El matrimonio espiritual Shangqing entre Yang y su consorte celestial también implica la fusión de espíritus corpóreos, pero todo rastro del acto sexual humano está ausente. Yang Xi llama a este tipo refinado de unión espiritual oujing (偶景, "acoplamiento de los espíritus refulgentes") en lugar de la práctica sexual de los Maestros Celestiales de heqi (合氣, "unión de los pneumas").
Ziwei Fujin (紫微夫人), traducible como la Consorte Perfecta de la Claridad Púrpura o Dama de la Tenuidad Púrpura, fue la casamentera celestial entre Yang Xi y la Consorte An. En la astronomía china, Ziwei (紫微, Claridad Púrpura) es el nombre de una constelación cercana a la estrella polar que se asociaba con el Destino en la adivinación taoísta.
En la noche del 26 de julio de 365, la Consorte Perfeccionada de la Claridad Púrpura descendió hasta Yang Xi y le presentó a su deslumbrante novia, la Consorte An. Ambas damas Perfeccionadas dictaron poemas para asegurarse de que Yang entendiera el significado cósmico de su compromiso. En su matrimonio espiritual la noche siguiente, la consorte An explica su destino:
Es sólo que capté la clave de las cosas y aproveché esta rara oportunidad, respondiendo así a los ritmos cósmicos y al destino numerológico. Al bajar mis refulgentes espíritus corpóreos al polvo y la evanescencia de vuestro mundo, los he aprovechado como dragones para hundirme debajo. Esto se hizo expresamente para convocar a mí al hombre que persigue lo misterioso y para buscar con él una asociación en la que pudiera obtener una contraparte adecuada. Nos unimos por causa de la predestinación. Como resultado,

Se compararon nuestros registros, se verificaron nuestros nombres; Nuestras cuentas inmaculadas se unieron en los reinos enjoyados. Nuestra doble felicidad ha sido arreglada: viajaremos como gansos salvajes apoyándonos unos a otros. Compartiremos sorbos de una sola copa de calabaza, Tostando la colcha nupcial y anudando nuestras prendas inferiores. Cuando buscas en tu pareja la comida que ella preparará, son las drogas Perfectas que ella guarda dentro de sí. ...
El Zhengao es una fuente única para comprender el antiguo taoísmo chamánico del sur de China, y su poesía extática muestra una relación distinta con la literatura anterior inspirada en chamanes, como la antología Chuci. La búsqueda espiritual de "un amante divino que sea al mismo tiempo un redentor" es un tema central en el Zhen Gao, y los adeptos taoístas masculinos y femeninos intercambian poemas de amor con sus homólogos inmortales, en celebración de su unión extática. Tomemos, por ejemplo, la "Canción de la consorte An" que ella le dictó a Yang Xi.
Mi carro ha partido del reino de las Flores Occidentales, vagando entre los mundos de la impermanencia y la trascendencia. Ahora miro las cumbres de los Cinco Montes de Marcha, luego me baño de nuevo en la Vía Láctea. Dejando atrás mi carro, busco un recipiente vacío, En todo esto estoy lleno de sentimientos apasionados, Que como un grano de mostaza pueden crecer de repente hasta cubrir diez mil acres. En el centro se alza el monte Sumeru: no hay diferencia entre grande y pequeño. La misma causa está en la raíz de lo que está lejos y cerca; Provienes del mundo impermanente de los fenómenos. ¡Pero te amo como a un ser trascendente!
Entre los Perfeccionados que transmitieron poesía a Yang Xi, el más prolífico (9 poemas, del 21 de agosto de 365 al 28 de mayo de 366) fue la Dama Youying (右英婦人), la decimotercera hija de la diosa Reina Madre de Occidente. Los nueve poemas son "canciones de seducción" para el patrón de Yang, Xu Mi, quien, según los Perfeccionados, estaba destinado a unirse a la Dama Youying en matrimonio espiritual y ascender al cielo de Shangqing. En ese momento, Xu Mi tenía poco más de sesenta años y los Perfeccionados lo consideraban enredado en deseos carnales y terrenales. La Dama Youying esperaba que su poesía, llena de colores, sonidos y escenas de las regiones celestiales, lo convenciera de unirse a ella en un matrimonio místico sagrado en el "reino invisible". Sin embargo, a pesar de las repetidas súplicas sobrenaturales de la Dama Youying, Xu Mi esperó más de una década para unirse a ella. Completó su carrera oficial en la capital y se trasladó a Maoshan, donde practicó el culto a Shangqing hasta su muerte en 376.
Yang registró que la Dama Youying le dictó el siguiente poema el 6 de marzo de 366:
Controlando las claraboyas, asciendo a la fuente del amanecer del empíreo, deambulando para divertirme en el Palacio del Reloj de Sombrero Blanco. Nubes prismáticas envuelven las auroras cinabrias; Numerosos cúmulos esparcieron los Ocho Huecos. Los Perfeccionados en lo alto cantan en moradas de gemas rosas; Los nobles trascendentes cantan villancicos en cámaras de gemas azules. Nueve fénix cantan a través de las flautas bermellón; Los ritmos del vacío se mezclan en las campanas emplumadas. Con nuestros cuellos entrelazados, dentro de la Corte Dorada me uniré a mi pareja en medio del reino invisible. Juntos tocaremos el icor de la cerveza de jade. ¡En un instante y en un parpadeo, ahora estamos en la no edad de la infancia! —Pues bien, ¿por qué os agacháis en el camino mundano, si vuestros errores y enfermedades aumentan cada día?
Canciones como la de la Dama Youying son "herederas directas" del Yuan you del Chuci, que describe poéticamente un vuelo chamánico/taoísta alrededor de los cielos y la tierra.

### Influencias budistas
La transmisión del budismo por la Ruta de la Seda a China comenzó en el siglo I o II d. C., y la nueva religión extranjera se había vuelto muy popular cuando se escribió el Zhengao. La escuela taoísta Lingbao, que comenzó a principios del siglo V, tomó prestadas muchas prácticas y términos del budismo. El Zhengao incorporó algunos pasajes de textos budistas y adaptó conceptos religiosos como el celibato monástico .
Algunas revelaciones que los Perfeccionados otorgaron a Yang fueron correcciones de textos existentes en otras tradiciones. Uno de los ejemplos más claros de préstamos budistas en el Zhengao es una porción del Sishi'er zhang jing o Sutra en cuarenta y dos secciones, que se cree que fue la primera escritura budista traducida al chino. El filósofo y autor chino Hu Shih (1935) fue el primero en descubrir los préstamos del Sishi'er zhang jing en el Zhengao (volúmenes 6 y 9, y criticó a Tao Hongjing por plagio.
El Zhengao incorpora pasajes prestados en discursos atribuidos a deidades taoístas. El siguiente pasaje utiliza dos principios fundamentales del budismo: Duḥkha "sufrimiento; insatisfacción" (chino kǔ 苦 "amargura"), la primera de las Cuatro nobles verdades, y Samsara "ciclo kármico; reencarnación" ( lúnhuí 輪回 "transmigración")—para exhorta a los adeptos de Shangqing a realizar un entrenamiento minucioso y resuelto y a rechazar los inútiles anhelos de la vida mundana:
El Niño Azul de Fangzhu apareció y proclamó: "Para una persona practicar el Tao también es sufrir, pero no practicar el Tao también es sufrir. Las personas desde su nacimiento llegan a la vejez, y desde la vejez alcanzan [la etapa de ] enfermedad. Protegiendo sus cuerpos llegan [al punto de] la muerte. Su sufrimiento es ilimitado. En sus mentes se preocupan y acumulan transgresiones. Con sus nacimientos y muertes interminables, su sufrimiento es difícil de describir [con precisión y suficiente]. ¡Más aún porque muchos no viven hasta la vejez que les ha ordenado el Cielo! [Al decir que] practicar el Tao es también sufrir, quiero decir que mantener lo Perfecto pura e inmaculadamente, custodiar lo misterioso y anhelar lo milagroso, buscar un maestro mientras se lucha, pasar por cientos de pruebas, mantener el corazón diligente sin fallar, ejercer la determinación con firmeza y claridad; esto es también lo máximo en el sufrimiento".
Otro tema recurrente del Sutra en cuarenta y dos secciones presente en el Zhengao es la eliminación del deseo sexual. Un pasaje prestado dice: "En cuanto a lo grande entre los anhelos y los deseos, nada es mayor que la lujuria. La culpa que provoca no tiene límite y es un asunto que no se puede perdonar" (Zhengao 6, Sishi'er zhang jing 22). Antes de recibir una influencia budista significativa, los taoístas tradicionalmente fomentaban la práctica de la "retención del jīng" como un medio para aumentar la longevidad, donde jīng (精) significa tanto "esperma" físico como "esencia" espiritual en la alquimia interna Neidan y en la medicina tradicional china. Así, "La lección oral de la mujer inmortal, la esposa de Liu Gang" advierte: "Aquellos que buscan la inmortalidad no deben asociarse con mujeres" (Zhengao 10).
El Zhengao usa el término yàolì (藥力, "eficacia de una medicina") con un significado poco claro: "Si un adepto taoísta busca convertirse en inmortal, no debe copular con mujeres. Cada vez que copulas, anulas la fuerza medicinal de un año completo. Si no ingiere nada y se dedica a actividades en el dormitorio, perderá treinta años de su vida" (10) interpretando que los adeptos no célibes podrían tomar medicamentos especiales para complementar su jing).
Una de las principales razones del Zhengao para mantener el celibato y eliminar la lujuria era lograr encuentros espirituales directos con inmortales y dioses. "Aquellos que son perfectos no tienen sentimientos de pasión y deseo [eróticos], ni pensamientos de hombre y mujer. Si [pensamientos de] rojo y blanco existen en el pecho de uno, la simpatía de los seres Perfeccionados no surgirá como respuesta, y las Mujeres Divinas y los Dignos Superiores no descenderán [ante ti]" (6). Este "rojo y blanco" puede referirse a sangre y esperma. El poema de Zhengao "Unión espiritual, no relaciones sexuales" comienza: "El mundo valora las relaciones sexuales dulcemente perfumadas / El Tao prescribe la unión en el empíreo místico"

## Valor literario
El Zhengao fue influyente en la literatura china medieval y sigue teniendo un valor lírico extraordinario. Las obras de muchos de los más grandes poetas chinos, incluidos Li Bo, Wang Wei, Bo Juyi y Li Shangyin, fueron influenciadas por él.
Los primeros lectores del Zhengao fueron literari de la dinastía Jin Oriental, intelectuales bien educados que estimaban la capacidad poética. El texto comprende unos 70 poemas y canciones recitados a Yang Xi por las divinidades de Shangqing, y emplean un arte verbal específicamente "calculado para impresionar y encantar" a la aristocracia alfabetizada de la corte de Jin Oriental. Los "esfuerzos virtuosos de Yang Xi que combinan contenido espiritual con técnica lírica" atrajeron precisamente a esta audiencia china de los siglos IV y V, ya que la mayoría de los versos de los Perfeccionados tenían la entonces actual métrica pentasílaba favorecida por los propios literatos de Jin Oriental.
Para ver un ejemplo final de la habilidad literaria de Yang Xi, se puede tomar esta descripción de cuando se le apareció por primera vez la Dama de la Tenuidad Púrpura: "Sus prendas destellaban con luz, iluminando la habitación. Mirarla era como tratar de discernir la forma de una escama de mica mientras refleja el sol. Su cabello ondulante, negro y largo en las sienes, estaba arreglado exquisitamente. Estaba recogido en un moño en la coronilla, de modo que los mechones restantes caían casi hasta su cintura. Había anillos de oro en sus dedos y aros de jade en sus brazos. A juzgar por su apariencia, debía tener unos trece o catorce años".